# Miletus meronus
Miletus meronus är en fjärilsart som beskrevs av Hans Fruhstorfer 1913. Miletus meronus ingår i släktet Miletus och familjen juvelvingar. Inga underarter finns listade i Catalogue of Life.